# Koto Lalang
Koto Lalang is een bestuurslaag in het regentschap Padang van de provincie West-Sumatra, Indonesië. Koto Lalang telt 7098 inwoners (volkstelling 2010).